# Clara Abkar

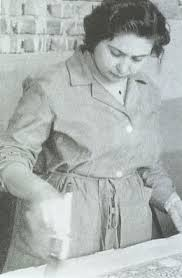
Clara Abkar

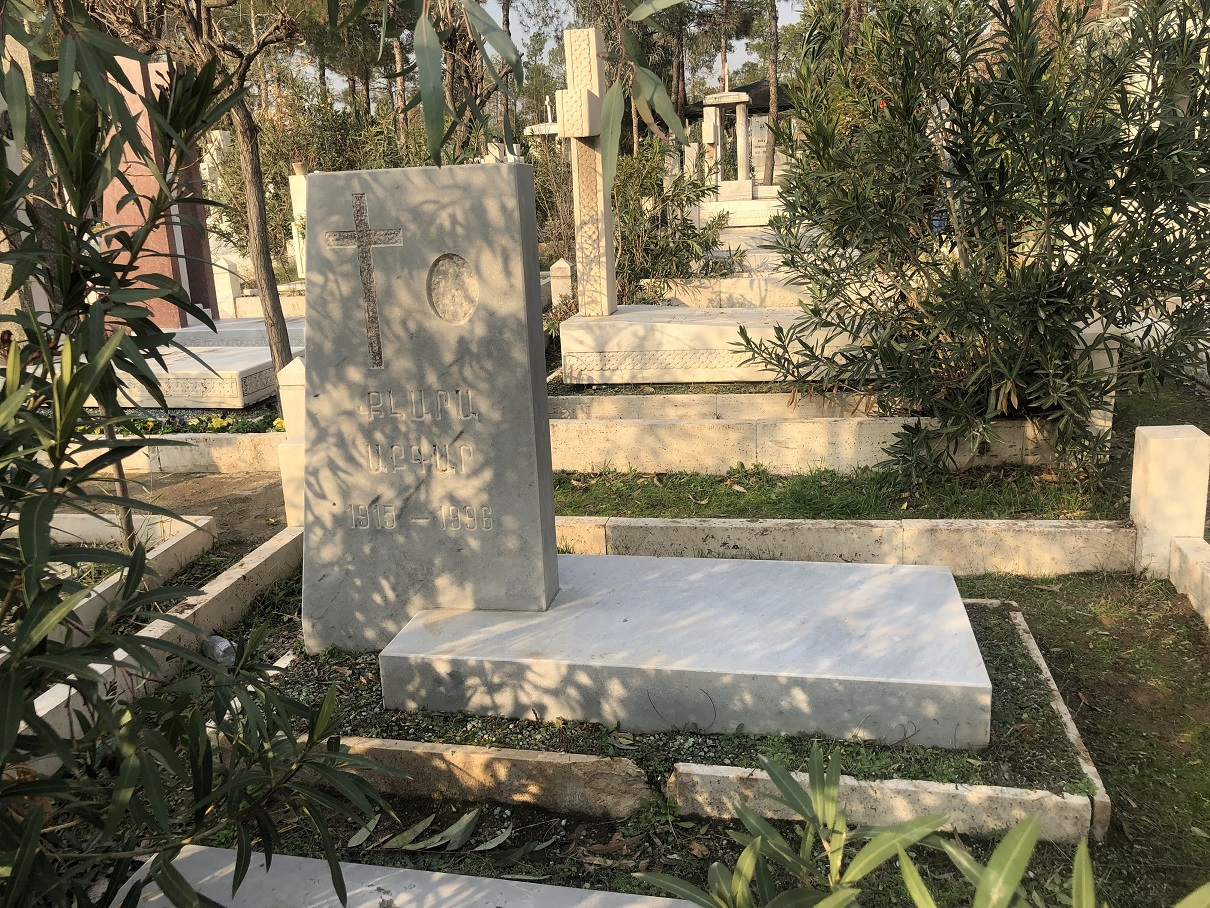
Abkars Grabstein auf dem christlichen armenischen Friedhof Burastan (Nor Burastan Cemetery) im Südosten von Teheran

Clara Abkar  (persisch کلارا آبکار, armenisch Կլարա Աբգար; 1916–20. März 1996) war eine im Iran geborene armenische Miniaturmalerin und Vergolderin. Ihr Name wird manchmal auch als Klara Abgar, Klara Abkar Hovanjani, Clara Abgaryan oder Clara Abkarian geschrieben.

## Jugend und Werdegang
Abkar war eine iranische Miniaturistin, die in einer armenischen Familie aus Dschulfa (Isfahan), dem armenischen Viertel von Isfahan, Iran, entstammt. Sie wurde 1916 in Teheran im Persien unter der Kadscharen-Dynastie geboren. Sie studierte an der armenischen Schule Davotian (später Koshesh genannt). Während ihrer Schulzeit studierte sie Malerei bei Markar Qarabaghian und Hakup Vartanian. In Teheran studierte sie iranische Malerei und Miniaturmalerei unter der Leitung des bekannten Entwerfers iranischer Briefmarken, Mohammad Mehrovan. Sie studierte an der Akademie der Schönen Künste. Sie bot ihre Werke nie zum Verkauf an. In der Saadabad-Palastanlage gibt es ein Abkar-Museum im Leila Pahlavi-Palast.

## Werke
In ihren Miniaturen nehmen Reiterszenen, Stillleben, Blumen, das Mausoleum von Omar Chayyām,  Attar, Scheich Ahmad, das Minar von Firuzabad und der Aliabad-Turm einen besonderen Platz ein.
Abkars berühmteste Werke sind: „Anoushirvan und Bozorgmehr“, „Shekar Bahram“, „Yusuf und Zulikha“ sowie „Die alte Frau und Sultan Sandschar“ sowie Das ängstliche Mädchen. Sie hat im Bereich der Vergoldung mit Paisleymuster gearbeitet.